# آتی جورج سوکومانو
آتی جورج سوکومانو (انگلیسی: Ati George Sokomanu؛ زادهٔ ۱۳ ژانویهٔ ۱۹۳۷) سیاست‌مدار اهل وانواتو است. وی دو مرتبه از ۳۰ ژوئیه ۱۹۸۰ تا ۱۷ فوریه ۱۹۸۴ و از ۸ مارس ۱۹۸۴ تا ۱۲ ژانویه ۱۹۸۹ به عنوان رئیس‌جمهور این کشور خدمت نمود.